# Knihovna Havířov
Městská knihovna Havířov je veřejná knihovna, jejímž zřizovatelem je statutární město Havířov. Plní funkci městské knihovny a na základě pověření Moravskoslezského kraje z roku 2006 i regionální funkci pro knihovny v Bohumíně a Orlové. Provozuje 7 poboček, Městské informační centrum, Stálou expozici Historie psaná uhlím a od roku 2016 převzala péči o Kroniku města Havířova. Knihovna je členem profesní organizace SKIP ČR (Svaz českých knihovníků a informačních pracovníků). Knihovní provoz je plně automatizován (knihovní systém KOHA), od výpůjčního protokolu až po katalog knihovny, který je on-line na internetu.

## Historie

### Stručný přehled
Před samotným vznikem Městské knihovny Havířov působily na území města knihovny v původních obcích. V kronice Prostřední Suché je např. informace o knihovně, kterou zřídil Školní podpůrný krejcarový spolek, založený 1898, a která sloužila občanům Dolní i Prostřední Suché. V letech 1905 - 1910 vedl tuto knihovnu pan Jan Trávníček. V roce 1921 byla zřízena obecní veřejná knihovna a pan Trávníček byl jmenován obecním knihovníkem.
Oficiálním datem vzniku Městské knihovny Havířov je rok 1955, kdy byl Havířov vyhlášen městem. První zmínky o ní však spadají do roku 1953, kdy sídlila v bytové jednotce dobrovolného knihovníka a měla zhruba 300 knih. Postupně se k ní připojily knihovny z Dolní Suché, Dolní Bludovic, Životic, Šumbarku a Datyně, které se staly jejími pobočkami. Součástí Městské knihovny Havířov byla v letech 1975 - 1990 také knihovna v Horní Suché.
MěK Havířov a její pobočky se mnohokrát stěhovaly nebo procházely rekonstrukcí. Poslední velké stěhování proběhlo v roce 2012 do rekonstruovaného křídla magistrátu. Nachází se tu Oddělení pro dospělé, Oddělení pro děti a hudební oddělení s čítárnou. Své sídlo tu má také vedení knihovny, její administrativa a ekonomické oddělení. Prostory jsou klimatizovány a přístup do knihovny je bezbariérový. Na přestavbu město získalo dotaci z Regionálního operačního programu.

### Historie v datech
- 1955 – založení Městské knihovny v Havířově
- 1961 – připojení místních lidových knihoven Dolní Suchá, Dolní Bludovice, Šumbark a Životice
- 1961 – stěhování z prostor učiliště dolu AZ do Kulturního domu Petra Bezruče
- 1970 – stěhování ústředí knihovny do samostatné budovy na ulici Šrámkova v Havířově-Podlesí
- 1974 – vznik pobočky v Dolní Datyni
- 1975 – připojení knihovny v Horní Suché
- 1981 – začlenění pod Okresní knihovnu v Karviné v rámci tzv. centralizace
- 1991 – zřizovatelem knihovny se k 1. lednu stává město Havířov
- 1993 – zahájení katalogizace knih v programu LANius
- 1995 – půjčování knih přes počítač (automatizovaný výpůjční systém LANius)
- 1996 – vznik Městského informačního centra
- 1997 – rozšíření služeb o veřejně přístupný internet
- 2006 – výkon regionálních funkcí pro knihovny v Bohumíně a Orlové
- 2006 – přechod ze systému LANius na Clavius.
- 2012 – stěhování ústředí a 3 oddělení do rekonstruovaného křídla magistrátu v centru města
- 2013 – zahájení provozu stálé výstavní expozice Historie psaná uhlím
- 2014 – půjčování elektronických knih
- 2016 – půjčování deskových her
- 2016 – vedení městské kroniky
- 2018 - zrušeno Informační oddělení, v uvolněných prostorách se pro mládež otevírá specializované oddělení s názvem K-klub
- 2019 - přechod na knihovní systém KOHA
- 2020 - pořízen první návratový box
- 2021 - stěhování expozice Historie psaná uhlím do nových prostor na Pavlovově ulici
- 2023 - zprovoznění výdejního boxu na ulici Svornosti

## Služby
- Půjčování knih a časopisů
- Půjčování zvukových knih zrakově postiženým čtenářům
- Půjčování elektronických knih
- Půjčování deskových her a tematických kufříků
- Donášková služba
- On-line služby (on-line katalog, čtenářské konto, prodlužování výpůjček, objednávka dokumentů)
- Zpracování rešerší
- Meziknihovní výpůjční služba
- Veřejně přístupný internet
- Kopírování a tisk dokumentů
- Zodpovídání dotazů faktografického a bibliografického rázu
- Kulturní a vzdělávací akce pro školy i veřejnost
- Čtenářské kluby
- Univerzita 3. věku[7]
- návratový box na pobočkách Svornosti, Šrámkova a Gen. Svobody
- samoobslužný výdejní box na pobočce Svornosti[8]

## Galerie

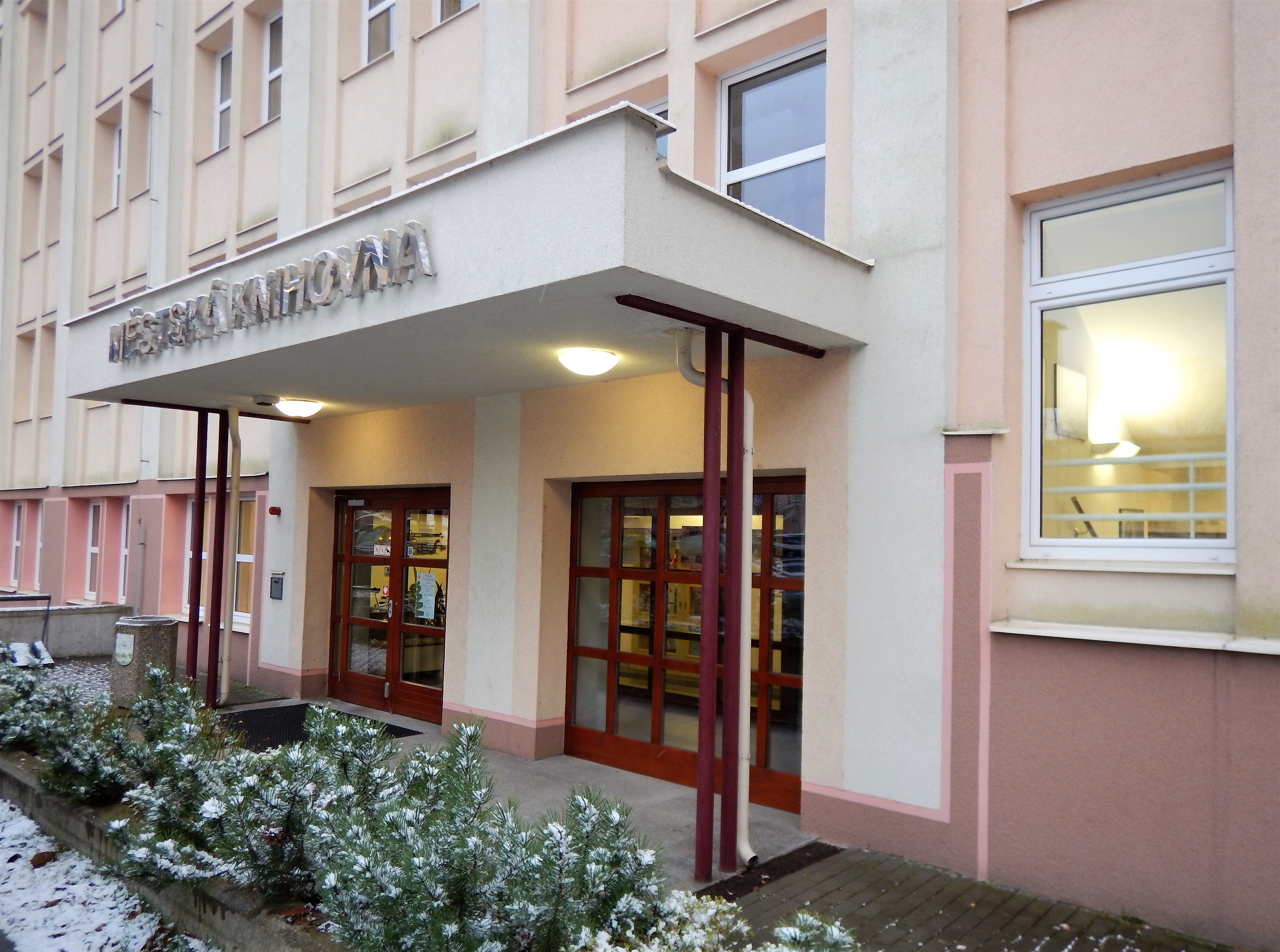
Hlavní vstup do ústřední budovy knihovny
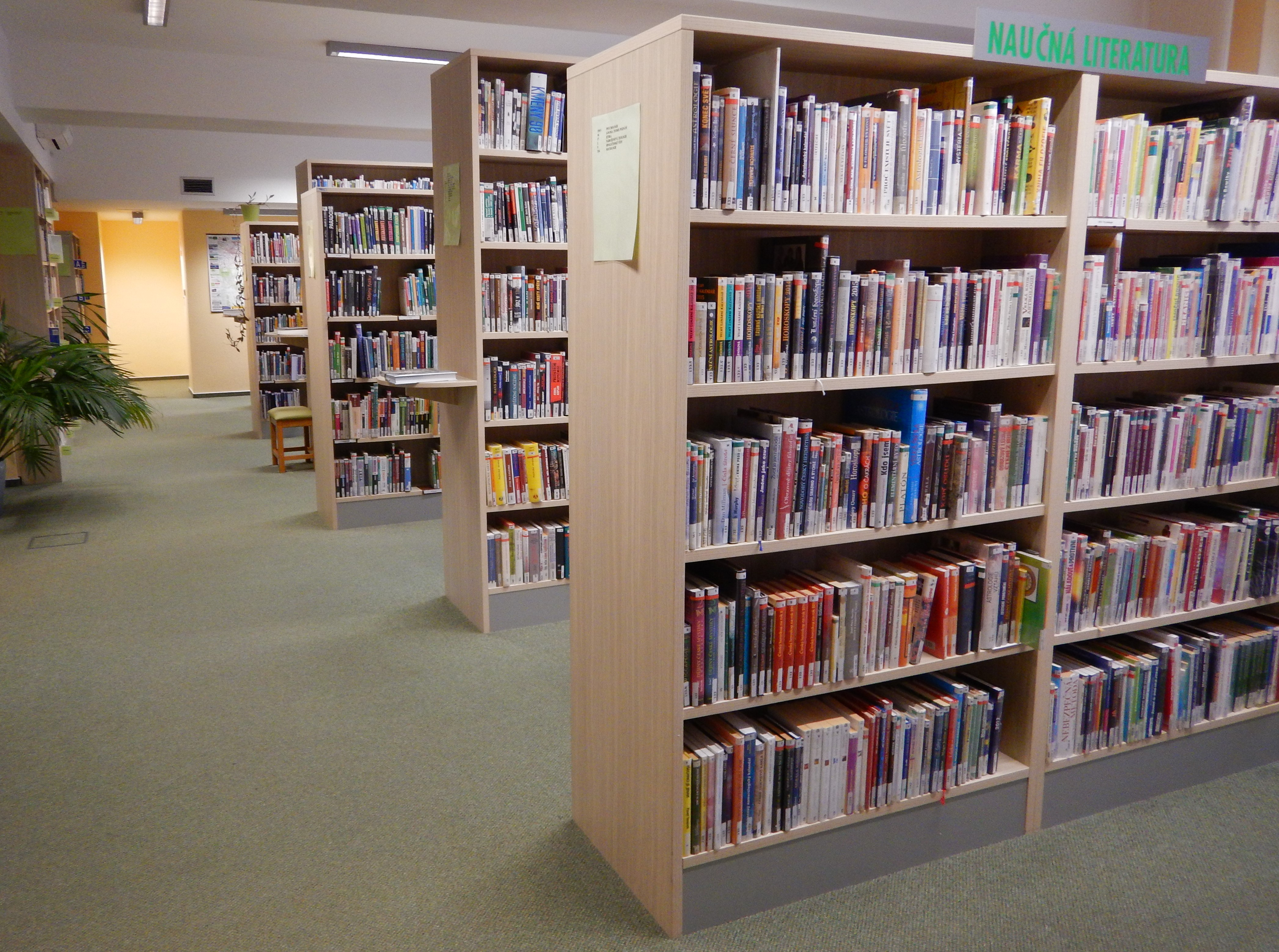
Oddělení pro dospělé
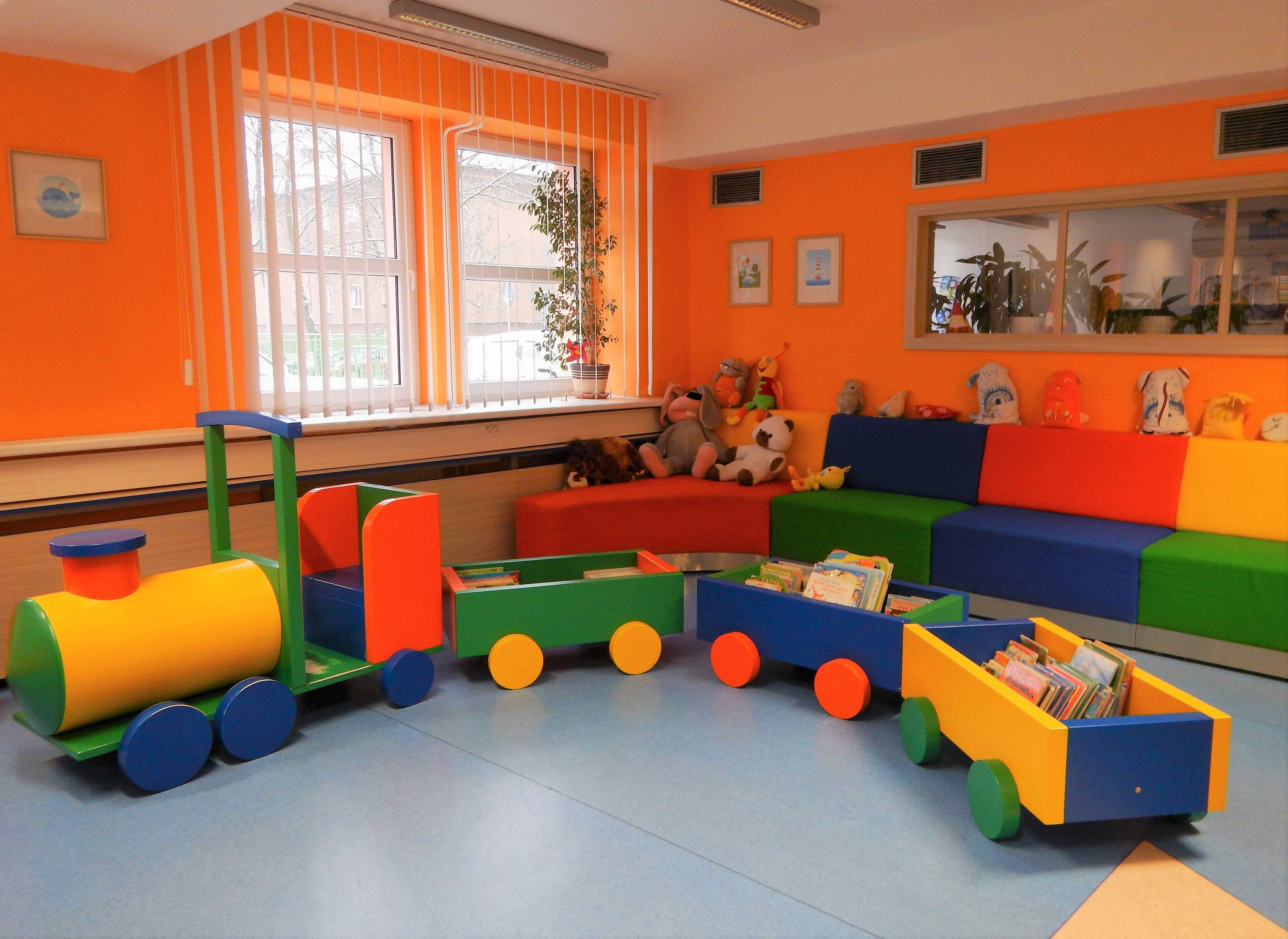
Oddělení pro děti
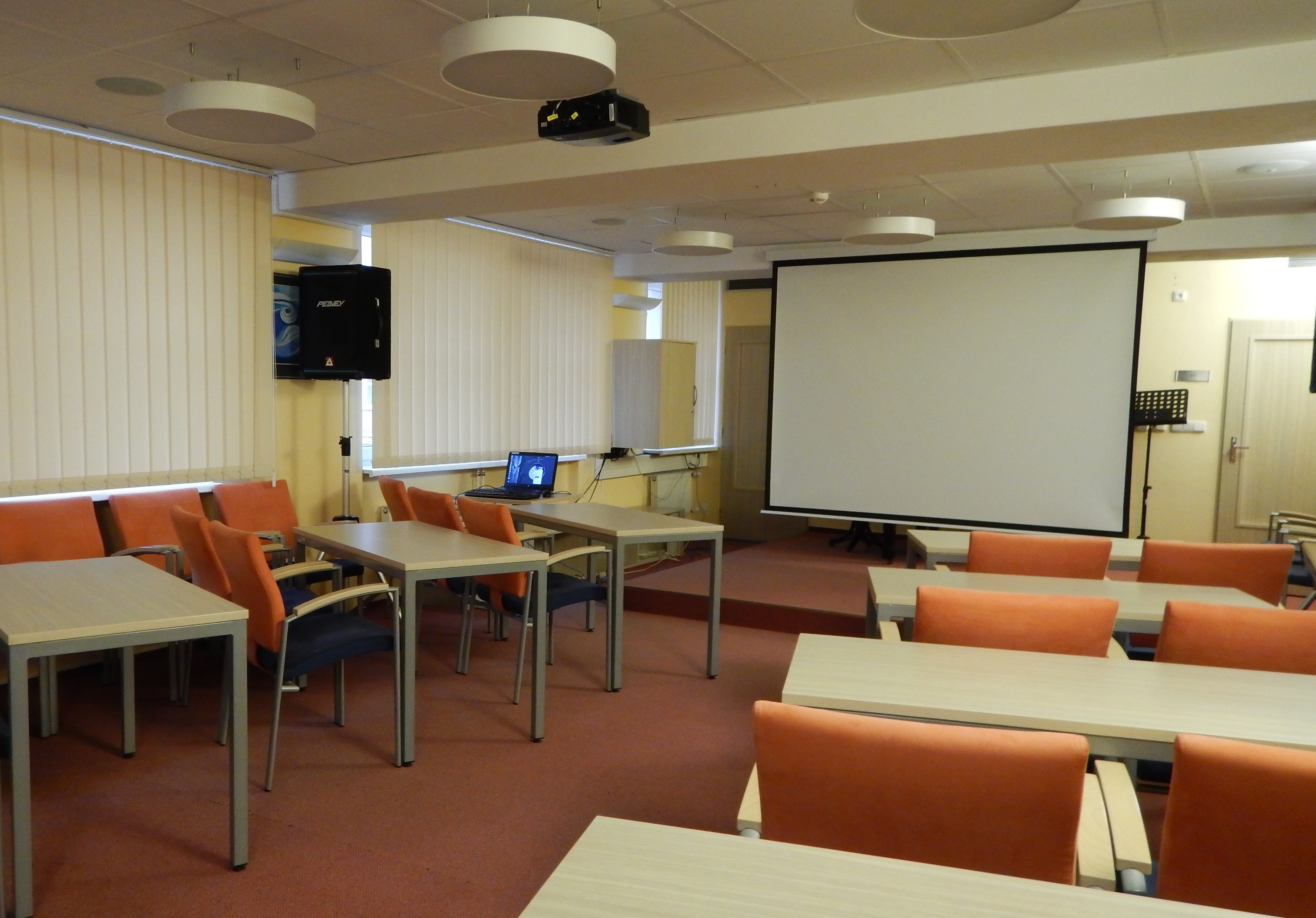
Audiovizuální sál hudebního oddělení
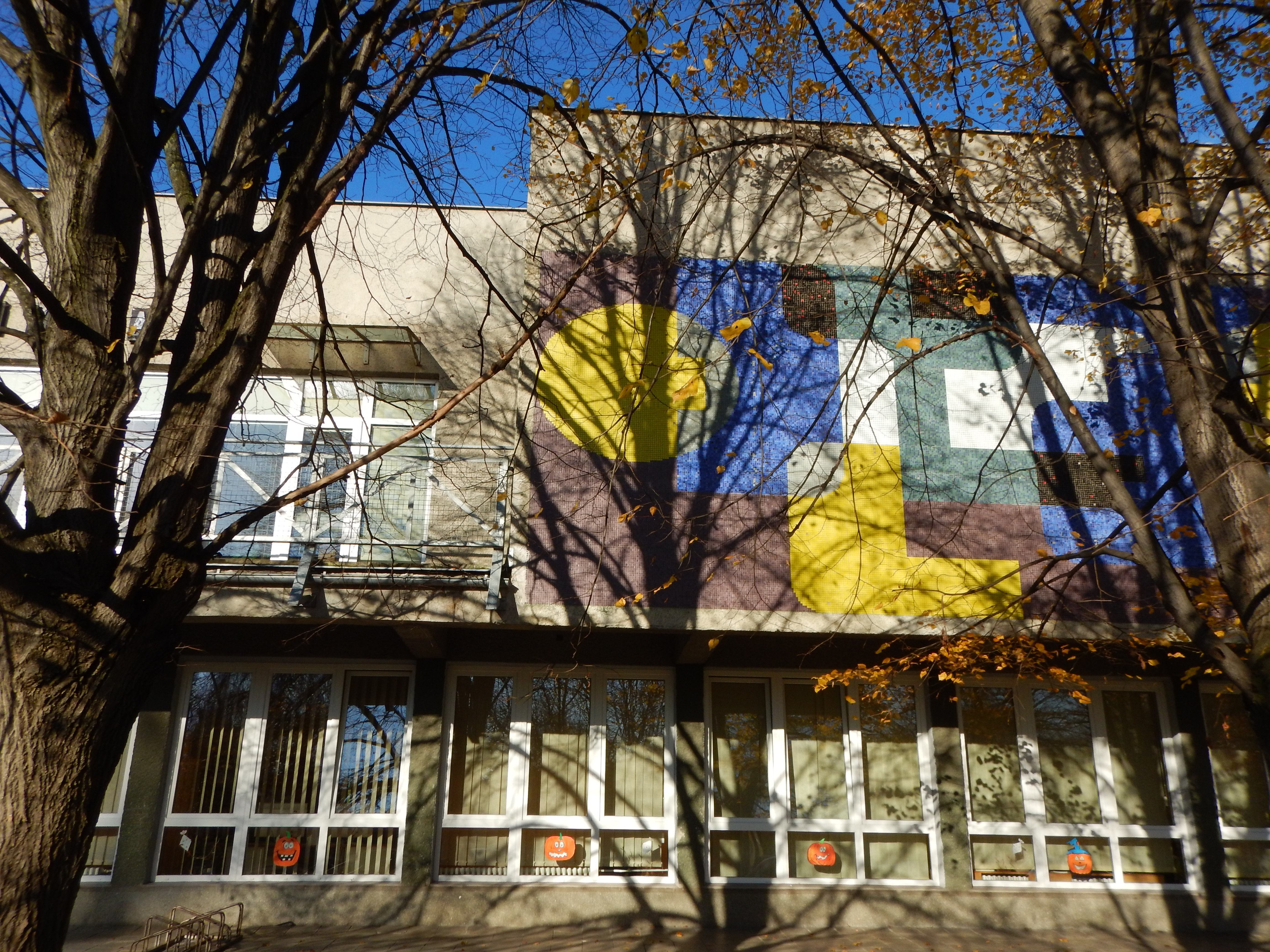
Budova bývalého ústředí na ul. Šrámkova
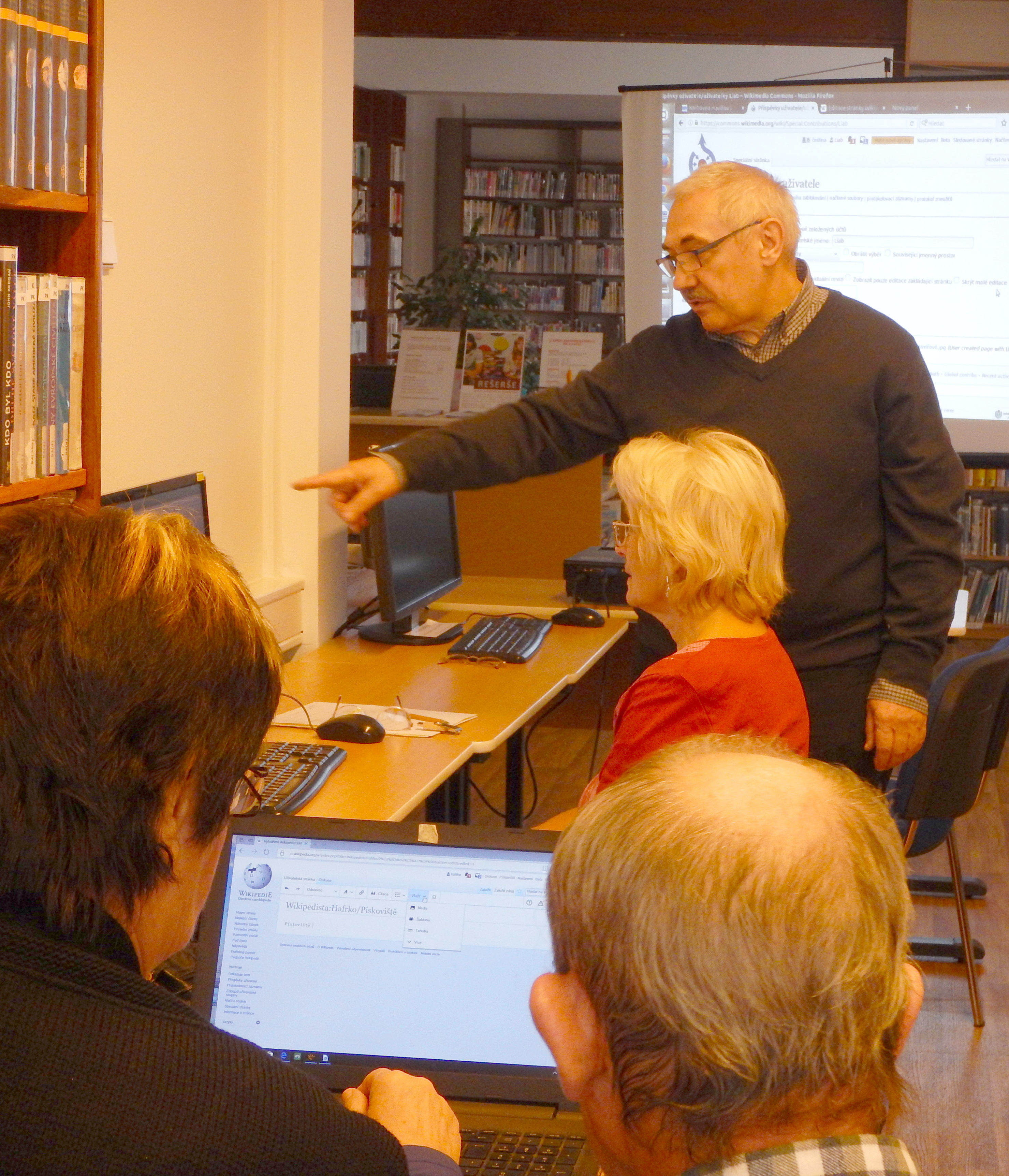
Interiér studovny (kurz Senioři píší Wikipedii)
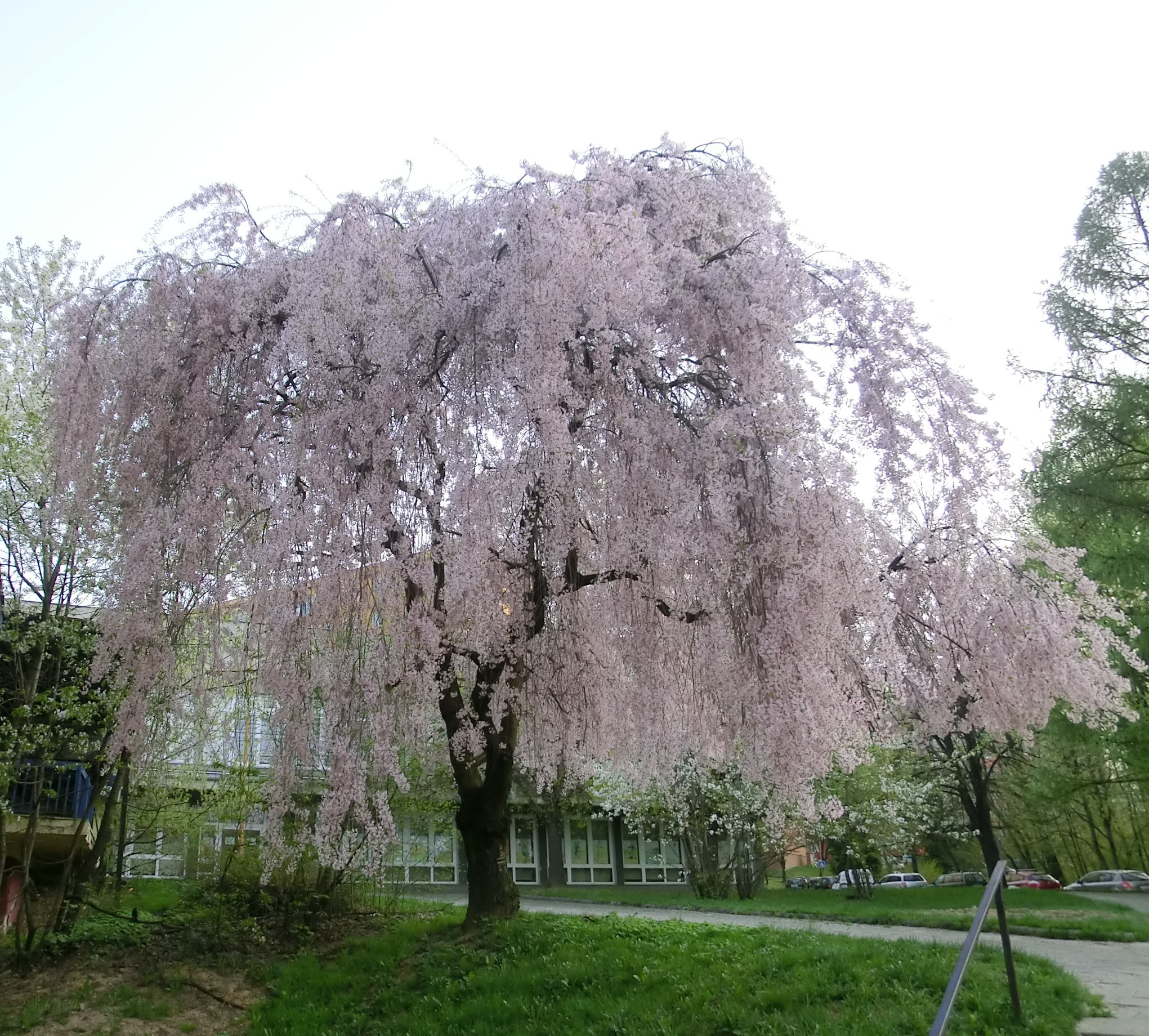
Sakura před knihovnou na ulici Šrámkova